# Arnulfo Pozo
Arnulfo Pozo González (nascido em 27 de novembro de 1945) é um ex-ciclista olímpico equatoriano.
Irmão de Hipólito Pozo.

## Carreira olímpica
Pozo representou seu país durante os Jogos Olímpicos de Verão de 1968, nas provas de corrida em estrada e contrarrelógio (100 km).